# Inside the Electric Circus
Inside the Electric Circus è il terzo album in studio del gruppo musicale statunitense W.A.S.P., pubblicato nell'ottobre 1986 dalla Capitol Records.

## Tracce
1. The Big Welcome – 1:21 (Lawless)
2. Inside the Electric Circus – 3:33 (Lawless)
3. I don't Need no Doctor (Ray Charles cover) – 3:26
4. 9.5. - N.A.S.T.Y. – 4:47 (Lawless / Holmes)
5. Restless Gypsy – 4:59 (Lawless)
6. Shoot from the Hip – 4:38 (Lawless)
7. I'm Alive – 4:22 (Lawless)
8. Easy Livin' (cover degli Uriah Heep) – 3:10
9. Sweet Cheetah – 5:14 (Lawless / Holmes)
10. Mantronic – 4:08 (Lawless / Holmes)
11. King of Sodom and Gomorrah – 3:46 (Lawless / Holmes)
12. The Rock rolls on – 3:50 (Lawless)

### Tracce bonus
1. Flesh & Fire – 4:37 (Lawless) – 1986
2. D.B. Blues – 3:24 (Lawless) – 1988

## Set List per l'Electric Circus Tour 1987
1. Inside the Electric Circus
2. I don't Need no Doctor
3. L.O.V.E. Machine
4. Wild Child
5. 9.5. - N.A.S.T.Y.
6. Guitar Solo: C. Holmes
7. Widowmaker
8. Drum Solo: S. Riley
9. Sleeping (In the Fire)
10. Sex Drive
11. I Wanna be Somebody
12. Animal (Fuck like a beast)
13. Shoot from the Hip
14. Blind in Texas

## Formazione
- Blackie Lawless - voce, chitarra
- Chris Holmes - chitarra
- Johnny Rod - basso
- Steve Riley - batteria